# Hideo Yamaki
Hideo Yamaki (jap. 山木 秀夫, Yamaki Hideo; * 22. Dezember 1952) ist ein japanischer Jazzmusiker (Schlagzeug).
Hideo Yamaki lernte 1974 den Pianisten Hideo Ichikawa kennen und zog nach Tokio, wo er seitdem in der japanischen Jazzszene tätig ist, zunächst im Trio von Hideo Ichikawa, mit dem auch 1976 erste Aufnahmen entstanden. 1978 legte er mit Toshiyuki Sekine und Osamu Kawakami das Album Love for Sale (Audio Lab) vor. In den 1970er- und 80er-Jahren spielte er außerdem mit Mikio Masuda, Osamu Kawakami, Kazumasa Akiyama, Shigeharu Mukai, Yasuaki Shimizu, Eri Ohno, Masahiko Satoh, Yuji Toriyama, Akira Inoue, Toshinori Kondō, Naoki Nishi, Seigen Ono, Nobuyoshi Ino, Yoshiaki Miyanoue, Isoo Fukui, Satoru Shionoya und Kazumi Watanabe, ferner in der Formation U.M.A. (Ubiquitous Musicians Association) mit Bill Laswell, Genji Sawai und Hoppy Kamiyama.
In den 90ern und 2000er-Jahren spielte er mit Takashi Ohi, Yohichi Murata, Tomohito Aoki, Jun Miyake und Kyomi Otaka.
Unter eigenem Namen legte er 2003 die Alben There He Goes, Q (Shimizu) und Q (Zizo) vor. Mit Bill Laswell und Tatsuya Nakamura legte er 2011 das Album Bass & Drums (P-Vine 2011); mit Laswell und Dave Douglas nahm er 2016 in New York das Album The Drawing Center auf. Im Bereich des Jazz war er zwischen 1976 und 2016 an 58 Aufnahmesessions beteiligt.